# Dennis Stratton

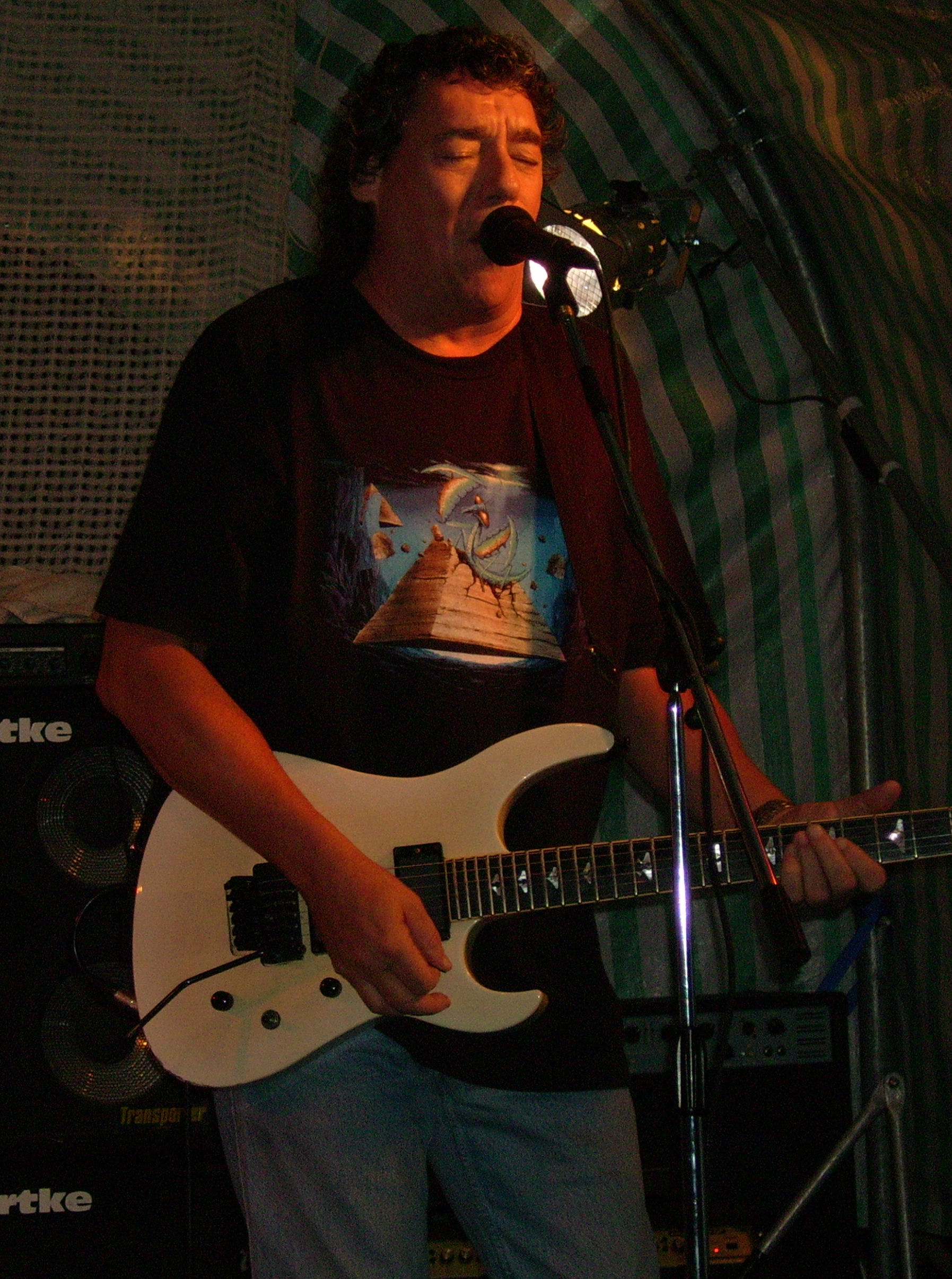
Dennis Stratton 2006

Dennis William Stratton (* 9. Oktober 1952 in London) ist ein britischer Gitarrist.
Er war einer der ersten Gitarristen der Heavy-Metal-Band Iron Maiden von Januar 1980 bis Oktober 1980. Stratton musste trotz seines Talents die Band verlassen, da Stratton und Steve Harris Differenzen bezüglich des Musikstils hatten. Stratton spielte nur auf dem ersten Album Iron Maiden. Seit er die Band verließ, spielte er bei verschiedenen Bands wie Lionheart oder Praying Mantis. Vor seiner Zeit bei Iron Maiden war er in der Band Remus Down Boulevard, mit der er heute wieder in London spielt.

## Diskografie

### Mit Remus Down Boulevard
- Live – A Week at the Bridge E16, 1978 (Sampler mit zwei RDB-Songs)
- Live EP at the Bridge E16, 12", 2002 (erschienen zum Reunion-Gig, Sampler mit zwei RDB-Songs)
- The Bridge House – Book Launch & Reunion, DVD, 2007 (RDB & Chris Thompson live)

### Mit Iron Maiden
- Iron Maiden, 1980

### Mit Lionheart
- Hot Tonight (LP, 1984)
- X-Mas: The Metal Way (1994, Sampler, Song: "I hate Xmas")
- Unearthed – Raiders Of The Lost Archives (1999, 2 CD, Re-Release)
- Second Nature (CD, 2017)
- The Reality Of Miracles (2020)
- The Grace Of A Dragon Fly (2024)

### Mit Praying Mantis
- 1990: Live at Last (Live)
- 1991: Predator in Disguise
- 1993: A Cry for the new World
- 1993: Only the Children cry (EP)
- 1994: Play in the East (Live)
- 1995: To the Power of ten
- 1996: Captured alive in Tokyo City (Live)
- 1996: Captured alive in Tokyo City (Live, 2 CD)
- 1998: Forever in Time
- 2000: Nowhere to hide
- 2003: The Journey goes on
- ????: Captured alive in Tokyo City (Live-DVD)
- 2004: The Best of Praying Mantis (Best-of Compilation)

### Als Gast (Sänger/Gitarrist)
- English Steel: Start 'em young (1993, Song: "Body Rock")
- English Steel: Lucky Streak Vol. II (1994, Songs: "So far away", "One good Reason", "Change of Heart", "Only Love", "Nothing at all")
- Rock Hard Hard Rock (1994, Song: "Body Rock")
- Kaizoku (1989, Song: "She's hot Stuff")
- Aciarium: The Heavy Metal Superstars (1996)
- All Stars Featuring The Best Of British Heavy Metal & Heavy Rock Musicians (1991, Songs: "One good Reason", "She is danger", "Change of Heart", "Only Love")

| Personendaten    | Personendaten            |
| ---------------- | ------------------------ |
| NAME             | Stratton, Dennis         |
| ALTERNATIVNAMEN  | Stratton, Dennis William |
| KURZBESCHREIBUNG | britischer Gitarrist     |
| GEBURTSDATUM     | 9. Oktober 1952          |
| GEBURTSORT       | London, England          |